# Cimetière communal du Blanc-Mesnil
Le cimetière communal du Blanc-Mesnil est le lieu de sépulture de la commune du Blanc-Mesnil en Seine-Saint-Denis. Il est situé au 180, avenue Descartes.

## Historique
Des défunts de nombreuses confessions y sont enterrés.

## Description
Dans les années 1950, il a été aménagé et agrandi par les architectes Albert Michaut et André Lurçat.
Une entrée surmontée d'un arc en plein cintre a alors été construite. Le cimetière est agrandi dans les années 1990.

## Personnalités
- Pierre Quémener, mort pour la France[5].